# Löffelhorn
Löffelhorn är ett berg på gränsen mellan kantonerna Bern och Valais i Schweiz. Det är beläget i Bernalperna, cirka 75 kilometer sydost om huvudstaden Bern. Toppen på Löffelhorn är 3 096 meter över havet.